# Tuyển hầu xứ Hannover
Tuyển hầu xứ Hannover (tiếng Đức: Kurfürstentum Hannover hoặc đơn giản là Kurhannover; tiếng Anh: Electorate of Hanover) là một Tuyển hầu quốc của Đế quốc La Mã Thần thánh, toạ lạc ở Tây Bắc nước Đức hiện nay. Tên của nó được đặt theo tên của thành phố Hannover, kinh đô và là đô thị lớn nhất của công quốc này. Tên gọi chính thức của nó là Tuyển hầu quốc Braunschweig-Lüneburg (tiếng Anh: Kurfürstentum Braunschweig-Lüneburg). Trong phần lớn thời gian tồn tại của mình, nó được cai trị trong liên minh cá nhân với Vương quốc Anh và Ireland, khi người Nhà Hannover được kế thừa ngai vàng của Anh, thông qua Đạo luật Dàn xếp 1701.
Công quốc Braunschweig-Lüneburg đã được chia tách vào năm 1269 giữa các nhánh khác nhau của Nhà Welf. Thân vương quốc Calenberg, được cai trị bởi một nhánh của dòng họ, nổi lên là bang lớn nhất và quyền lực nhất trong số các bang Braunschweig-Lüneburg. Năm 1692, Hoàng đế La Mã Thần thánh nâng Công tước Calenberg lên hàng Tuyển đế hầu, thành lập Tuyển hầu quốc Braunschweig-Lüneburg. Tuyển hầu quốc này gắn liền với Vương quốc Anh bởi Đạo luật Dàn xếp 1701 và Đạo luật Liên hiệp 1707, giải quyết việc kế vị ngai vàng Anh cho người họ hàng theo đạo Tin lành gần nhất của Nữ vương Anne là Sophia của Hannover, và các hậu duệ của bà.
Tuyển đế hầu của Hannover trở thành Vua của Vương quốc Anh vào năm 1714. Do đó, nước Anh đã phải miễn cưỡng bảo vệ tài sản của nhà vua ở Đức hết lần này đến lần khác. Tuy nhiên, Hannover vẫn là một lãnh thổ được cai trị riêng biệt với các cơ quan chính phủ của riêng mình. Hannover phải ký một hiệp ước với Vương quốc Anh bất cứ khi nào quân đội Hannover chiến đấu bên phía Anh trong một cuộc chiến.
Tuyển hầu quốc Hannover bị Napoléon Bonaparte sáp nhập vào Vương quốc Westphalia vào năm 1807. Sau khi Napoléon thoái vị, Đại hội Viên đã trả lại đất đai cho Nhà Hannover vào năm 1814 và lập ra Vương quốc Hannover, thực thể mới này tiếp tục nằm trong liên minh cá nhân với Vương quốc Anh cho đến năm 1837.

## Tên gọi
Năm 1692, Hoàng đế Leopold I của Nhà Habsburg đã phong Công tước Ernst August của dòng Braunschweig-Lüneburg xứ Calenberg lên tuyển đế hầu của Đế quốc La Mã Thần thánh như một phần thưởng cho viện trợ được đưa ra trong Chiến tranh Chín năm. Đã có những cuộc phản đối chống lại việc bổ sung một tuyển đế hầu mới, và việc nâng cấp không trở thành chính thức cho đến khi có sự chấp thuận của Đại hội Đế chế vào năm 1708. Thủ đô của Thân vương quốc Calenberg là Hannover, trở thành tên gọi thông tục của tuyển đế hầu, nhưng tên gọi chính thức được sử dụng là Chur-Braunschweig-Lüneburg cho tất cả các triều đại công tước.
Huy hiệu và cờ tuyển đế hầu có hình Chiến mã Sachsen (tiếng Đức: Sachsenross, Niedersachsenross, Welfenross, Westfalenpferd; tiếng Hà Lan: Twentse Ros / Saksische ros/paard; tiếng Hạ Sachsen: Witte Peerd) là một mô-típ huy hiệu gắn liền với các tỉnh Hạ Sachsen và Westphalia của Đức, và vùng Twente của Hà Lan với tư cách là khu vực tuyển đế hầu bao phủ phần lớn lãnh thổ ban đầu của Công quốc Sachsen.

## Địa lý

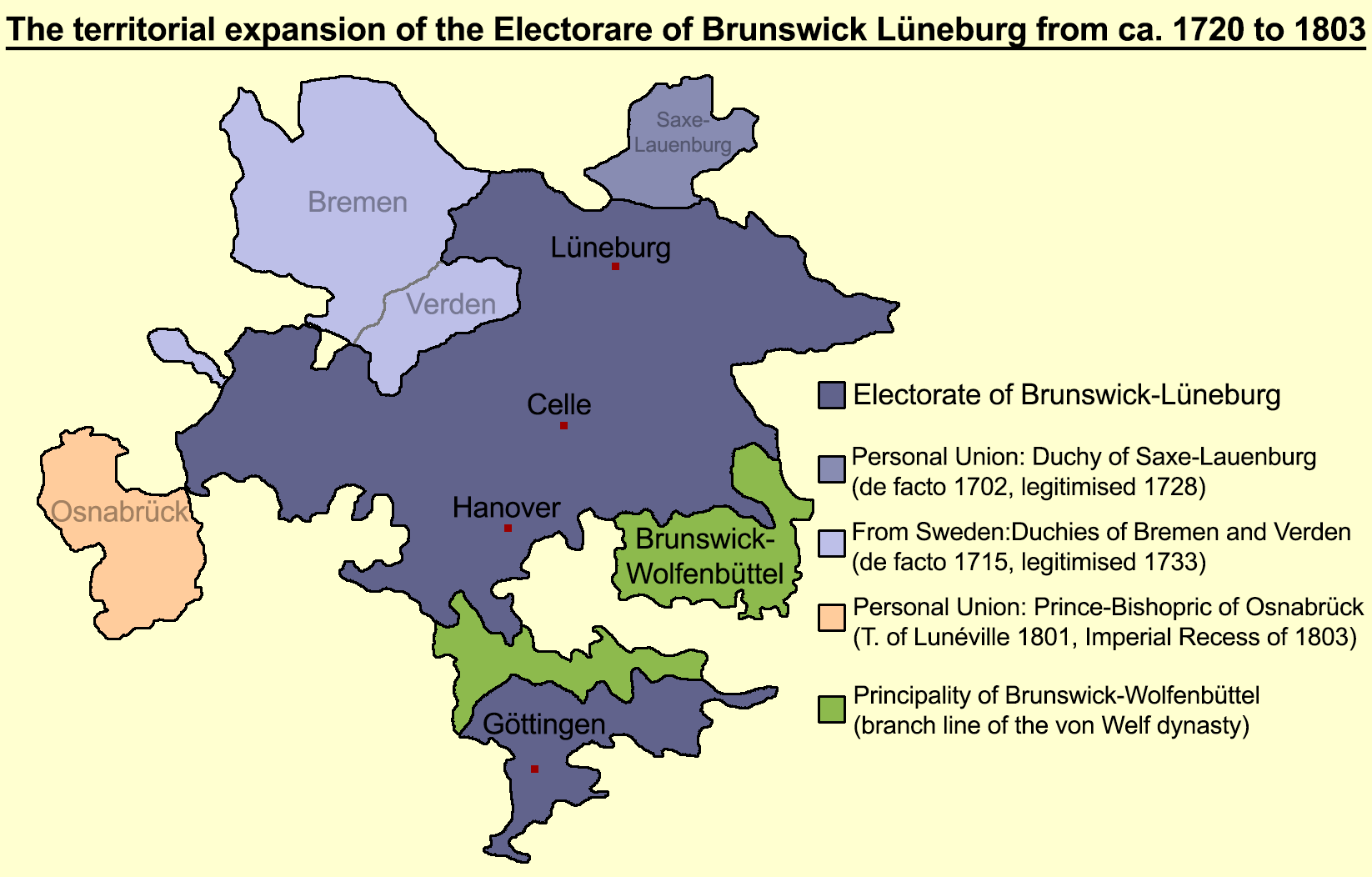
Bản đồ phác thảo của Công quốc Brunswick-Lüneburg bao gồm Tuyển đế hầu Hannover (màu xanh) và Thân vương quốc Brunswick-Wolfenbüttel (màu xanh lá cây), năm 1720: Tuyển hầu xứ George I Louis giành được Sachsen-Lauenburg và Bremen-Verden, người kế nhiệm ông là George II Augustus giành được Land Hadeln (1731, không hiển thị trên bản đồ) và George III giành được Giáo phận vương quyền Osnabrück (1803)

Khu vực của Tuyển đế hầu bao gồm phần lớn bang Hạ Sachsen của nước Đức hiện đại. Bên cạnh Thân vương quốc Calenberg, nó còn bao gồm các vùng đất thân vương trước đây là Göttingen và Grubenhagen cũng như lãnh thổ của Bá quốc Hoya trước đây.

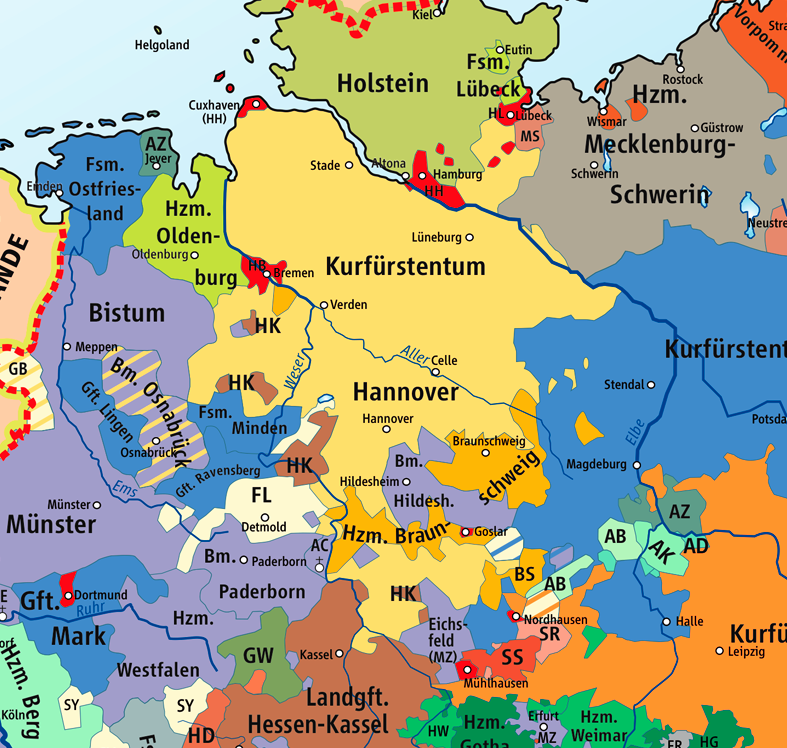
Tuyển hầu xứ Hannover ở phần Đông Bắc của Đế quốc La Mã Thần thánh năm 1789

Năm 1705, Tuyển đế hầu Georg I Ludwig kế thừa Công quốc Lüneburg cùng với Công quốc Sachsen-Lauenburg sau cái chết của chú ông là Công tước George William xứ Braunschweig-Lüneburg. Năm 1715, ông mua lại các công quốc Bremen-Verden từ Vua Frederik IV của Đan Mạch (được xác nhận bởi Hiệp ước Stockholm năm 1719 ), nhờ đó khu vực tuyển đế hầu không giáp biển trước đây đã có thể thông ra Biển Bắc.

## Lịch sử
Năm 1692, Hoàng đế La Mã Thần thánh, Leopold I, đã phong con trai của Georg là Công tước Ernst August lên làm Tuyển đế hầu của đế quốc như một phần thưởng cho viện trợ được đưa ra trong Chiến của Đại Liên minh. Đã có những cuộc phản đối việc bổ sung một tuyển đế hầu mới, và việc nâng cấp không trở thành chính thức cho đến năm 1708, với con trai của Ernst August, Georg Ludwig đã được Đại hội Đế chế ưng thuận. Mặc dù tước hiệu của tuyển đế hầu đúng ra là Công tước xứ Braunschweig-Lüneburg và Tuyển hầu xứ của Đế chế La Mã Thần thánh, nhưng thường được gọi là Tuyển hầu xứ Hannover theo tên của kinh đô Hannnover. Tuyển đế hầu mua lại Bremen-Verden vào năm 1719.
Tuyển đế hầu bị ràng buộc về mặt pháp lý là không thể phân chia: nó có thể thêm sáp nhập thêm lãnh thổ, nhưng không được chuyển nhượng lãnh thổ hoặc chia cắt lãnh thổ cho con cháu kệ vị; và sự kế vị của nó tuân theo quyền thừa kế của nam theo Luật Salic. Lãnh thổ được giao cho tuyển đế hầu bao gồm các Thân vương quốc Braunschweig-Lüneburg gồm Calenberg, Grubenhagen và Lüneburg (mặc dù vào thời điểm đó Lüneburg được cai trị bởi anh trai của Ernst August) và các Bá quốc Diepholz và Hoya.

### Liên minh cá nhân với Anh

cờ hiệu của Hannover (1727–1801).

Năm 1714, Tuyển đế hầu Georg Ludwig trở thành vua của Vương quốc Đại Anh và Vương quốc Ireland và do đó Tuyển hầu xứ Hannover cũng như Vương quốc Đại Anh và Ireland được cai trị trong liên minh cá nhân. Tài sản của Hannover ở Thánh chế La Mã cũng tăng lên khi trên thực tế họ đã mua các công quốc Bremen và Verden trước đây do Đế quốc Thụy Điển nắm giữ vào năm 1719.
Georg Ludwig qua đời năm 1727 và được kế vị bởi con trai ông là Georg II August. Năm 1728, Hoàng đế Karl VI của Thánh chế La Mã chính thức phong tước cho George II (trao cho ông đất đai để đổi lấy lời cam kết lòng trung thành), với thái ấp Sachsen-Lauenburg được hoàn nguyên, trên thực tế đã được cai trị trong liên minh cá nhân với Hannover và với một trong những Thân vương quốc Lüneburg trước đó kể từ năm 1689.
Năm 1731, Hannover cũng giành được Hadeln. Đổi lại, Hannover công nhận Lệnh trừng phạt thực dụng năm 1713, thay đổi luật thừa kế của Habsburgs. Phải đến năm 1733, Georg II August mới thuyết phục được Hoàng đế Karl VI trao cho mình Công quốc Bremen và Công quốc Verden, thường được gọi là Công quốc Bremen-Verden. Tại cả hai cuộc phong tỏa, Georg II August đã thề rằng ông sẽ tôn trọng các đặc quyền và hiến pháp hiện có của các điền trang ở Bremen-Verden và ở Hadeln, do đó khẳng định truyền thống 400 năm tuổi về việc tham gia điền trang vào chính phủ.
Tại Hannover, thủ đô của tuyển hầu xứ, Cơ mật viện Hannover (chính phủ tuyển hầu xứ) đã thành lập một bộ mới phụ trách các Điền trang hoàng gia do các tuyển đế hầu cai trị trong liên minh cá nhân. Nó được gọi là Tỉnh Bremen-Verden, Hadeln, Lauenburg và Bentheim. Tuy nhiên, các tuyển đế hầu đã dành phần lớn thời gian ở Anh. Liên hệ trực tiếp với Hannover được duy trì thông qua văn phòng Thủ tướng Đức, đặt tại Cung điện St James ở Luân Đôn.

### Chiến tranh Bảy năm
Trong Chiến tranh với Pháp và người Da đỏ (1754–1763) ở các thuộc địa Bắc Mỹ, Anh lo sợ Pháp sẽ xâm lược Hannover. Vua George II thành lập một liên minh với người anh em họ của mình là Friedrich II của Phổ, kết hợp xung đột ở Bắc Mỹ với Brandenburg-Phổ–Áo Silesia thứ ba, hay Chiến tranh Bảy năm (1756–1763).
Vào mùa hè năm 1757, Pháp xâm lược Hannover và đánh bại Vương tử William, Công tước xứ Cumberland, con trai của George II, lãnh đạo quân đội Anh-Hannover, trong Trận Hastenbeck và đẩy ông ta cùng quân đội của mình đến Bremen-Verden xa xôi, nơi trước đây là Tu viện Zeven [de] ông đầu hàng vào ngày 18 tháng 9 (Công ước Klosterzeven). Tuy nhiên, Vua George II đã không công nhận công ước. Năm sau, Quân đội Anh, được hỗ trợ bởi quân đội Phổ, Bá quốc Hessen-Kassel và Thân vương quốc Braunschweig-Wolfenbüttel, đã trục xuất quân Pháp ra khỏi Hannover.

### Chiến tranh Cách mạng Pháp
Sau khi chiến tranh kết thúc, hòa bình đã ngự trị cho đến khi Chiến tranh Cách mạng Pháp bắt đầu. Chiến tranh Liên minh thứ nhất chống lại Pháp (1792–1797) với Vương quốc Anh, Hannover và các đồng minh chiến tranh khác thành lập liên minh, không ảnh hưởng đến lãnh thổ của Hannover vì Cộng hòa Pháp đầu tiên đã chiến đấu trên nhiều mặt trận, ngay cả trên lãnh thổ của chính mình. Đàn ông đã được nhập ngũ để tuyển mộ 16.000 binh lính HanNover chiến đấu ở vùng đất thấp dưới sự chỉ huy của Anh chống lại Pháp. Năm 1795, Đế quốc La Mã Thần thánh tuyên bố trung lập, bao gồm cả Hannover, nhưng một hiệp ước hòa bình với Pháp đã được đàm phán cho đến khi thất bại vào năm 1799. Tuy nhiên, Phổ đã chấm dứt chiến tranh với Pháp về phần mình bằng Hòa ước Basel (1795), trong đó quy định rằng Phổ sẽ đảm bảo tính trung lập của Đế quốc La Mã Thần thánh trên tất cả các lãnh thổ của Pháp ở phía bắc đường phân định của sông Main, bao gồm các lãnh thổ thuộc lục địa Anh là HaNnover, Bremen-Verden và Sachsen-Lauenburg. Để đạt được mục đích đó, Hannover cũng phải cung cấp quân cho cái gọi là quân đội phân định ranh giới duy trì sự trung lập có vũ trang.

### Thời kỳ Napoléon
Trong Chiến tranh Liên minh thứ hai chống lại Pháp (1799–1802), Napoléon Bonaparte đã thúc giục Phổ chiếm đóng các lãnh thổ thuộc Anh trên lục địa. Năm 1801, có một cuộc xâm lược của 24.000 quân Phổ khiến Hannover bất ngờ, nơi đã đầu hàng mà không chiến đấu. Vào tháng 4, họ đến thủ phủ Stade của Bremen-Verden và ở lại đó cho đến tháng 10. Lúc đầu, Anh phớt lờ sự thù địch của Phổ, nhưng khi Phổ gia nhập liên minh các cường quốc trung lập có vũ trang thân Pháp, bao gồm Đan Mạch-Na Uy và Nga, Anh bắt đầu chiếm giữ các tàu của Phổ. Sau Trận Cophenhagen năm 1801, liên minh tan rã và Phổ rút quân.
Là một phần của quá trình Hòa giải Đức vào ngày 25 tháng 2 năm 1803, khu vực bầu cử đã tiếp nhận Giáo phận vương quyền Osnabrück trong sự hợp nhất thực sự, vốn do mọi người cai trị thứ hai của Nhà Hannover cai trị kể từ năm 1662.
Sau khi Anh, lần này không có đồng minh nào, tuyên chiến với Pháp (ngày 18 tháng 5 năm 1803), quân đội Pháp đã xâm lược Hannover vào ngày 26 tháng 5. Theo Công ước Artlenburg (ngày 5 tháng 7 năm 1803), xác nhận thất bại về mặt quân sự của Hannover, Quân đội Hannover đã bị giải giáp, và ngựa và đạn dược của quân đội này đã được giao cho người Pháp. Cơ mật viện của Hannover, với bộ trưởng Friedrich Franz Dieterich von Bremer giữ cọc Hannover, đã chạy trốn đến Sachsen-Lauenburg, bên kia sông Elbe, do Anh và Hannover cai trị trong liên minh cá nhân. Ngay sau đó, Pháp cũng chiếm đóng Sachsen-Lauenburg.
Vào mùa thu năm 1805, khi Chiến tranh Liên minh thứ ba chống lại Pháp bắt đầu, quân đội chiếm đóng của Pháp đã rời Hannover trong một chiến dịch chống lại Áo. Các lực lượng liên minh Anh, Thụy Điển và Nga đã chiếm được Hannover. Vào tháng 12, Đế chế Pháp, kể từ năm 1804, chính phủ mới của Pháp đã nhượng Hannover, nơi mà họ không còn nắm giữ, cho Phổ, nước đã chiếm được vào đầu năm 1806.
Vào ngày 6 tháng 8 năm 1806, Đế quốc La Mã Thần thánh đã bị tan rã, do đó bãi bỏ chức năng của các tuyển hầu bầu ra hoàng đế của mình. Sau khi Phổ quay lưng lại với Pháp trong Chiến tranh Liên minh thứ tư, Phổ đã bị đánh bại trong Trận Jena-Auerstedt (ngày 11 tháng 11 năm 1806) và Pháp đã chiếm lại Hannover.
Sau Hiệp ước Tilsit năm 1807, Vương quốc Westphalia mới được thành lập, do Jérôme Bonaparte, em trai của Napoléon, cai trị, khi đó bao gồm các lãnh thổ của Tuyển hầu quốc Hessen-Kassel trước đây, công quốc Braunschweig-Lüneburg của Braunschweig-Wolfenbüttel và các lãnh thổ trước đây của Phổ. Vào đầu năm 1810, Hannover và Bremen-Verden nhưng không phải Sachsen-Lauenburg cũng được Westphalia sáp nhập. Trong nỗ lực khẳng định Hệ thống phong tỏa Lục địa, Đế quốc Pháp đã sáp nhập vào cuối năm 1810 toàn bộ bờ biển Bắc Hải lục địa (xa tới Đan Mạch) và các khu vực dọc theo các đoạn sông có thể thông hành cho tàu biển, bao gồm Bremen-Verden và Sachsen-Lauenburg và một số lãnh thổ lân cận của Hannover.
Tuy nhiên, chính phủ của George III không công nhận sự sáp nhập của Pháp và liên tục có chiến tranh với Pháp trong toàn bộ thời kỳ đó, và các bộ trưởng Hannover vẫn tiếp tục hoạt động ngoài Luân Đôn. Cơ mật viện Hannover duy trì dịch vụ ngoại giao riêng của mình, duy trì mối liên hệ với các quốc gia như Áo và Phổ. Quân đội Hannover đã bị giải thể, nhưng nhiều sĩ quan và binh lính đã đến Anh, nơi họ thành lập Quân đoàn Đức vương. Đó là quân đội Đức duy nhất chiến đấu liên tục trong suốt các cuộc Chiến tranh Napoléon chống lại người Pháp.
Quyền kiểm soát của Pháp kéo dài cho đến tháng 11 năm 1813, khi lãnh thổ này bị quân Đồng minh tràn ngập sau Trận Leipzig đánh dấu sự kết thúc chính thức của quốc gia chư hầu Westphalia của Napoléon, cũng như toàn bộ Liên bang sông Rhein và quyền cai trị của Nhà Hannover được khôi phục. Tuyển hầu quốc trước đây nâng lên thành Vương quốc Hannover, được xác nhận tại Đại hội Viên năm 1814.

## Các Tuyển hầu tước xứ Hannover
Tuyển hầu quốc là không thể chia tách theo pháp luật: nó có thể mở rộng lãnh thổ, nhưng không thể nhượng lại lãnh thổ hoặc bị chia cắt giữa các người thừa kế, như đã từng là quy định trước đây, điều này đã dẫn đến việc hình thành nhiều công quốc Braunschweig-Lüneburg. Quyền kế thừa của nó phải tuân theo nguyên tắc trưởng nam thừa kế. Vì điều này trái với luật Salic, luật áp dụng cho gia đình công tước vào thời điểm đó, sự thay đổi này cần phải có sự xác nhận của Hoàng đế Leopold I đã chấp thuận vào năm 1692.
Vào năm 1692, khi được nâng cấp lên cấp bậc tuyển hầu, lãnh thổ của nó bao gồm các công quốc Braunschweig-Lüneburg của Calenberg và Grubenhagen, mà dòng dõi của công quốc trước đó đã thừa kế vào năm 1665. Tuy nhiên, trước khi có sự xác nhận của tuyển hầu bởi Nghị hội Đế quốc vào năm 1708, dòng dõi Calenberg đã tiếp tục thừa kế công quốc Celle vào năm 1705. Các lãnh thổ trước đó đã được chiếm hữu gồm các hạt Diepholz và Hoya.
Mặc dù Đế quốc La Mã Thần thánh bị giải thể vào năm 1806, triều đình của George III không coi sự giải thể đó là cuối cùng và ông vẫn được xưng tước hiệu là "Công tước xứ Braunschweig-Lüneburg, Tổng thủ quỹ và Tuyển hầu của Đế quốc La Mã Thần Thánh" cho đến năm 1814.
| Tuyển hầu tước                                            | Tuyển hầu tước | Trị vì    | Thừa kế từ                 | Ghi chú |
| --------------------------------------------------------- | -------------- | --------- | -------------------------- | --- |
| George I Louis Georg Ludwig                               |                | 1708–1727 | Con trai của Ernst August. | Trở thành Vua của Vương quốc Đại Anh và Ireland vào năm 1714. Đã chiếm được Bremen-Verden vào năm 1719. |
| George II Augustus Georg II. August                       |                | 1727–1760 | Con trai của George I.     | Đã chiếm được vùng đất Hadeln vào năm 1731. |
| George III William Frederick Georg III. Wilhelm Friedrich |                | 1760–1806 | Cháu nội của George II.    | Trở thành Vua của Vương quốc Liên hiệp Anh (bởi Đạo luật Liên minh (1800) với Ireland) in 1801. Trở thành Giáo phận vương quyền Osnabrück vào năm 1803. Quyền lực thực tế bị mất và sau đó được phục hồi qua nhiều lần chiếm đóng và sáp nhập trong cuộc Chiến tranh Pháp Vĩ đại từ 1801 đến 1813: mất (đầu năm 1801), phục hồi (tháng 4 năm 1801), mất (tháng 5 năm 1803), phục hồi (mùa thu năm 1805), mất (đầu năm 1806), và phục hồi (tháng 10 năm 1813). Mặc dù tước hiệu tuyển hầu đã không còn hiệu lực sau khi Đế quốc La Mã Thần thánh bị giải thể vào năm 1806, George không công nhận sự giải thể này. Ông được xưng Vua của Hannover vào đầu năm 1814 và được công nhận rộng rãi với tư cách đó trong Đại hội Viên từ 1814 đến 1815. |

### Trích dẫn
1. ↑  Heide Barmeyer. "Hannover und die englische Thronfolge" (PDF). H-Soz-Kult. Truy cập ngày 20 tháng 3 năm 2020.
2. ↑  Auguste Himly, Histoire de la formation territoriale des États de l'Europe centrale. 1876, vol. 1, pp. 95–96.
3. ↑  Nick Harding (2007). Hanover and the British Empire, 1700-1837. Boydell & Brewer. tr. 110. ISBN 978-1-84383-300-0.
4. ↑  333Årsboken, ISBN 91-7586-384-7, pages 248-255 (Swedish)
5. 1 2  Wilson 2016, tr. 583.